# Île Gamma (Antarctique)

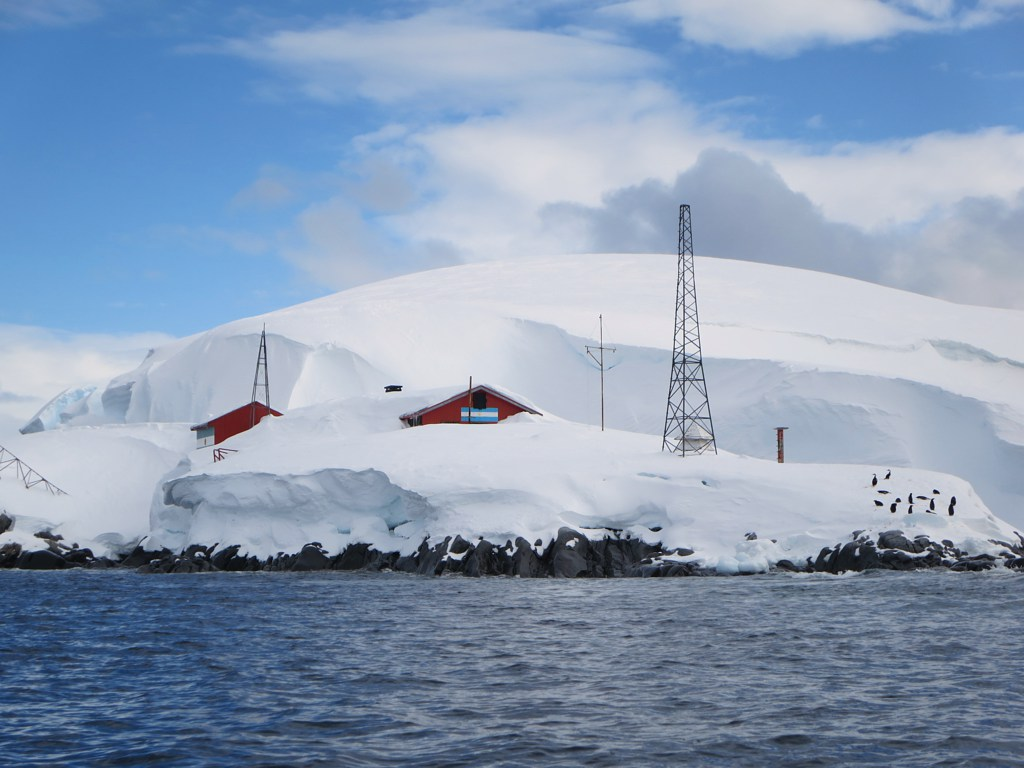
La base Melchior.

L'île Gamma (en anglais : Gamma Island, en espagnol : Isla Gamma) est une île située à l'extrémité Sud-Ouest des îles Melchior de l'archipel Palmer en Antarctique.
Cette île fut nommée et cartographiée île Gouts lors de la première expédition polaire (1903-05) de l'explorateur Jean-Baptiste Charcot, en l'honneur d'un officier de marine français. Mais ce nom n'a pas survécu. Le nom actuel de Gamma (la 3e lettre de l'alphabet grec) a été donné par le personnel de l'expédition Discovery du navire britannique RRS Discovery qui a dressé une carte approximative de l'île en 1927.
L'île a été visitée par des expéditions argentines en 1947 et un observatoire y a été érigé par la marine argentine sur Punta Gallows, lieu de l'actuelle base Melchior.

## Revendications territoriales
L'Argentine intègre l'île dans la province de la Terre de Feu, de l'Antarctique et des îles de l'Atlantique sud. Le Chili l'intègre dans la commune de l'Antarctique chilien de la province de l'Antarctique chilien à la région de Magallanes et de l'Antarctique chilien. Quant au Royaume-Uni l'île est intégrée au territoire antarctique britannique.
Les trois revendications sont soumises aux dispositions et restrictions de souveraineté du traité sur l'Antarctique. L'île est donc nommée :
- Argentine : Isla Observatorio
- Chili : Isla Gamma
- Royaume-Uni : Gamma Island